# Henri Bergson
Henri-Louis Bergson (Parijs, 18 oktober 1859 – aldaar, 4 januari 1941) was een Frans filosoof die wordt gezien als een van de belangrijkste filosofen uit de 20e eeuw. De invloed van Bergson manifesteert zich voornamelijk in de traditie van de continentale filosofie. Zijn oeuvre bestaat uit vier hoofdwerken: om te beginnen het werk Essai sur les données immédiates de la conscience uit 1889, dan zijn tweede werk Matière et mémoire uit 1896 en tot slot de werken L'Évolution créatrice (1907) en Les deux sources de la morale et de la religion (1932). Voor zijn oeuvre ontving Bergson in 1927 de Nobelprijs voor Literatuur.  
Een van de centrale noties in de filosofie van Bergson is zijn conceptie van tijd, die hij aanduidt met la durée, oftewel de duur. In zijn eerste werk, Essai sur les données immédiates de la conscience, introduceert hij dit begrip, waar hij het gebruikt als verdediging van de vrije wil. Het concept van la durée wordt in zijn tweede werk Matière et mémoire gekoppeld aan herinneringen (souvenir-images) die hij als representaties ziet van de geest (of het onstoffelijke). 
De invloed van Bergson is meervoudig. Op de eerste plaats is hij invloedrijk gebleken in zijn eigen tijd, niet alleen op het gebied van de filosofie, maar ook op dat van de psychologie, van met name William James. Ten tweede heeft de filosofie van Bergson met zijn ideeën over de subjectieve ervaring van tijd veel navolging gehad in de 20e-eeuwse literatuur, bijvoorbeeld in het werk van Marcel Proust, Thomas Mann en T.S. Eliot. Tot slot heeft Bergson, na een periode van relatieve vergetelheid, via Gilles Deleuze, die in 1966 Le bergsonisme publiceerde, een aanzet gegeven voor enkele belangrijke inzichten voor het poststructuralisme (in het bijzonder door zijn concept van multiplicité).      
Hij geldt tevens met Friedrich Nietzsche en Wilhelm Dilthey als een van de belangrijkste vertegenwoordigers van het vitalisme in de filosofie, dat een belangrijke rol speelde in de geschiedenis van de levensfilosofie.

## Leven en invloed
Door zijn vader, een getalenteerde componist en pianist, stamde Bergson uit een rijke Pools-joodse familie. De naam Bergson is afgeleid van de oorspronkelijke familienaam Bereksohn, zoon van Berek. Zijn moeder kwam uit een Iers-joodse familie.
Henri Bergson werd in Parijs geboren in 1859, het jaar dat Darwin zijn The Origin of Species publiceerde. De evolutietheorie zou belangrijk worden voor de filosofie van Bergson. Op de École normale supérieure zat Bergson in de klas bij Émile Durkheim. In 1881 behaalde hij een onderwijsbevoegdheid in de filosofie. Twee jaar later werd hij leraar filosofie aan het Lycée Blaise Pascal in Clermont. In 1886 werd hij leraar filosofie aan het Lycée Henri IV in Parijs. In 1889 doctoreerde hij in de letteren. In 1900 werd hij professor algemene filosofie aan het Collège de France.
Bergsons werk was in het begin van de 20e eeuw zeer populair en zijn filosofie invloedrijk. In 1914 werd hij dan ook verkozen als lid van de Académie française. In 1919 werd hij voorzitter van de Internationale Dienst voor Intellectuele Samenwerking, een orgaan van de Volkenbond. Zijn debat met Einstein over de interpretatie van de relativiteitstheorie in termen van duur en gelijktijdigheid rond 1922 markeerde de val van Bergson en het rijzen van Einsteins ster. In 1927 ontving hij de Nobelprijs voor literatuur.
De invloed van Bergson was het sterkst in de Franse filosofie, bij denkers als Merleau-Ponty, Sartre, Jankélévitch en Deleuze. Gilles Deleuze schreef nog in 1966 een boek over de filosofie van Henri Bergson, getiteld Le Bergsonisme. Vanaf omstreeks 1990 kwam er weer meer aandacht voor de filosofie van Bergson, al is hij nooit meer zo bekend geworden als tijdens zijn leven. Voor de Britse filosoof Bertrand Russell waren Bergsons ideeën nauwelijks meer dan een imaginative and poetic view of the world.
Zijn leven lang twijfelde Bergson tussen zijn joodse wortels en zijn hang naar het katholicisme. Hij liet zich niet dopen; tegen de antisemitische stroom van het Franse Vichy-regime in was hij solidair met de Joden. Hij nam in 1940 ontslag aan het Collège de France en weigerde elke vrijstelling. In 1941 stond hij in Parijs in de rij om een davidster te krijgen.
Hij hoopte dat een roomse priester bij zijn graf zou bidden, hetgeen gebeurde. Bergson overleed op 81-jarige leeftijd in 1941.

## Filosofie
Er zijn volgens Bergson twee manieren om naar de wereld te kijken: een analytische en een metafysische. Hij zet deze twee manieren uiteen in zijn 'Inleiding in de metafysica'. Dit boek kan worden gezien als een aanloop naar L'Évolution créatrice (De scheppende evolutie). De wetenschap beschouwt de wereld analytisch en zet daarmee de wereld stil. Bergson werkt vooral de metafysische manier uit, waarbij de wereld in zijn dynamiek wordt beschouwd. Door middel van l'intuition (de intuïtie) kun je de wereld metafysisch kennen. L'intuition is een vorm van inleving of intellectuele sympathie. Bergson geeft aan dat de analytische en de metafysische wijze van kijken naar de wereld samen moeten komen, maar niet hoe ze verenigd kunnen worden. Andere begrippen die in zijn metafysica een belangrijke rol spelen zijn la durée en l'élan vital.
'L'Évolution créatrice' wordt over het algemeen als het hoofdwerk van Bergson beschouwd. Het in 1907 verschenen boek vestigde zijn naam als filosoof van de evolutie. Toen Bergson in 1927 de Nobelprijs voor Literatuur ontving, werd met name dit boek geroemd. In de verklaring van de jury staat over de toekenning het volgende te lezen:
In the account, so far definitive, of his doctrine, L'évolution créatrice, the master has created a poem of striking grandeur, a cosmogony of great scope and unflagging power, without sacrificing a strictly scientific terminology. It may be difficult at times to profit from its penetrating analysis or from the profundity of its thought; but one always derives from it, without any difficulty, a strong aesthetic impression.
Het werk bestaat uit een viertal hoofdstukken. In het eerste hoofdstuk zet Bergson de grote lijnen van zijn denken over de evolutie uiteen. Hij introduceert het begrip duur (la durée), en schetst de twee in zijn tijd dominante beschouwingswijzen ten aanzien van de evolutie van het leven: het mechanisme en het finalisme. Tegen de achtergrond van die twee denkwijzen ontvouwt Bergson zijn eigen visie. Hij legt daarbij de nadruk op het kenmerk van het leven: dat het leven reële tijdsduur ervaart (la durée) en zichzelf herschept. Het leven gaat daarmee tegen de stroom van de anorganische materie in, dat als kenmerk verval heeft. In het tweede hoofdstuk gaat Bergson uitgebreid in op het onderwerp van zijn studie: de evolutie. Hij beschrijft de evolutie van het leven en komt vanuit dit evolutionaire perspectief tot een aantal conclusies omtrent de verschillende kenmerken die het leven ons toont: de onbewustheid, het verstand en het instinct. In het derde hoofdstuk gaat Bergson dieper in op een aantal van de elementen die hij reeds in de eerdere hoofdstukken geïntroduceerd heeft. Hij behandelt met name de vragen rondom de kennis van het leven, de wijsgerige methode, de verbinding tussen materie en verstand en die tussen schepping en evolutie. In het vierde en laatste hoofdstuk besteedt Bergson aandacht aan de mechanistische natuur van het verstandelijk denken. Hij gaat daarbij in op een aantal filosofische thema's. Hij maakt een overzicht van de wijsbegeerte en de wetenschap. Met steeds het denken over de evolutie in het vizier probeert hij een gefundeerde kritiek te formuleren op wijsgerige en wetenschappelijke systemen.

## Teksten

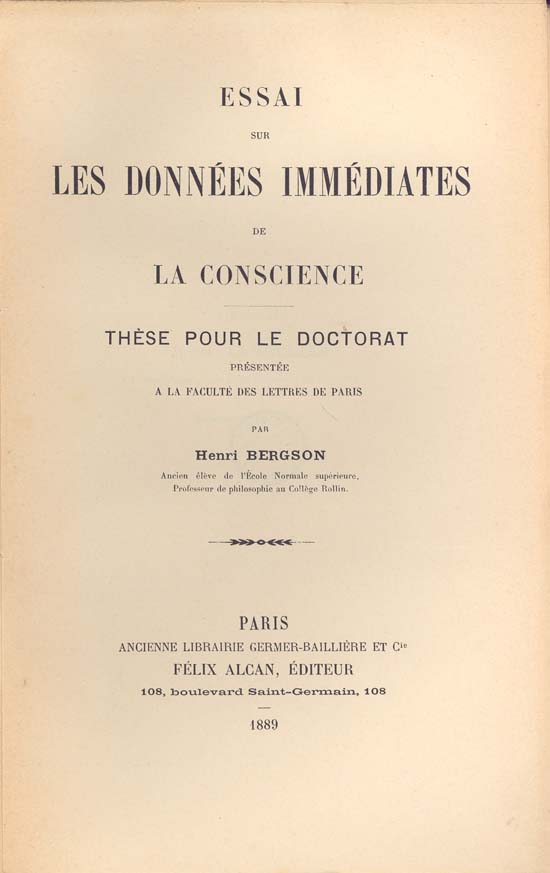
Essai sur les données immédiates de la conscience (1889)

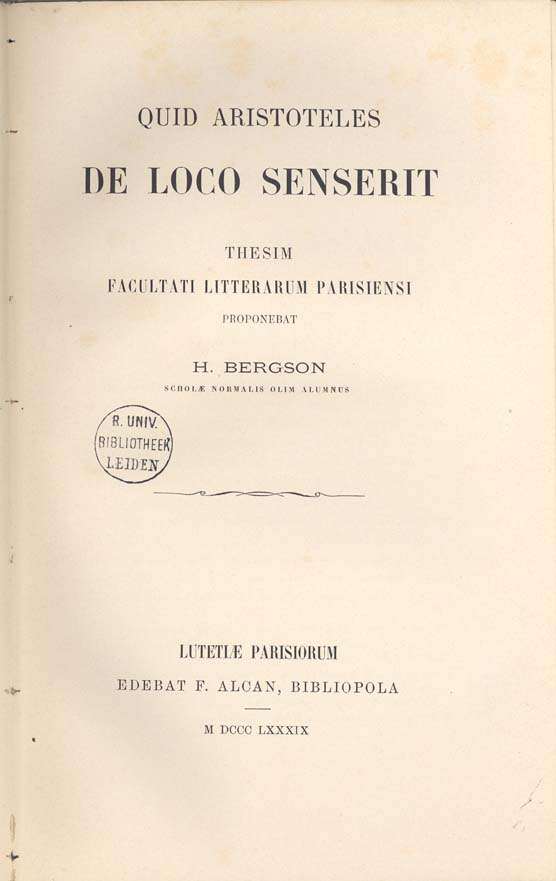
Quid Aristoteles de loco senserit (1889)

- Essai sur les données immédiates de la conscience (1889)
- Matière et Mémoire (1896)
- Le rire (1901)
- Introduction à la métaphysique (1903)
- L'Évolution créatrice (1907)
- La Perception du changement (1911)
- Durée et simultanéité. À propos de la théorie d'Einstein (1922)
- Les deux sources de la morale et de la religion (1932)
- La pensée et le mouvant (1934)

## Nederlandse vertalingen
- Tijd en vrije wil. Essay over de onmiddellijke gegevenheden van het bewustzijn (vert.: Jeanne Holierhoek), Amsterdam: Uitgeverij Boom 2014
- Essays over bewustzijn en verandering (vert.: Joke van Zijl), Leusden: ISVW Uitgevers, 2014
- Filosofische geschriften. Rudolf Eucken - Henri Bergson - Bertrand Russell, Pantheon, Hasselt: Heideland 1963, p. 109 - 288
- Inleiding tot de metafysica, Meppel: Boom 1989
- Het lachen: Essay over de betekenis van het komische, Meppel: Boom 1993.

## Over Bergson
- Laurens Landeweerd, Bergson and contemporary science: Springer, 215 blz (2020)
- Hein van Dongen, Bergson, Uitgeverij Boom, 148 blz (2014)
- Jan Bor, Bergson en de onmiddellijke ervaring, Meppel: Boom (1990)
- Dr Frans Kurris, Kerngedachten van Henri Bergson, Roermond: J J Romen & Zonen, 131 blz (1968)
- A. Vloemans, Bergson, Den Haag: Kruseman (1966)
- H.J. Pos, Uren met Bergson, Baarn: Hollandia (1940)
- N.Marsman, Melodie van de tijd, Eindhoven: Damon (2014)